# Crest of the Stars
Crest of the Stars (яп. 星界の紋章, Seikai no Monshō) укр. «Герб Зірок» — тритомний науково-фантастичний роман у жанрі космічної опери, написаний Хіроюкі Моріокою з ілюстраціями на обкладинці Тошіхіро Оно. За ним слідує наступна, серія романів Banner of the Stars (яп. 星界の戦旗, Seikai no Senki) укр. «Стяг Зірок» (наразі шість томів) та серія книг, що містять короткі оповідання, дія яких відбувається в тому ж всесвіті, відома як Fragments of the Stars (яп. 星界の断章, Seikai no Danshō) укр. «Фрагмент Зірок».
Починаючи з 1999 року, романи були адаптовані в аніме та манґа. Аніме серіал тривав 13 епізодів та транслювався на WOWOW. Фільм, Crest of the Stars Special Edition, також вийшов у 2000 році.

## Сюжет
«Герб Зірок» розповідає про зустріч Джінто з Лафіель та події, що відбулися перед війною.
Коли Джінто був маленьким хлопчиком, у його світ вторглася імперія Аб. Його батько, який тоді був президентом Зоряної системи Гайд, здався та заробив для себе та своєї родини дворянство в суспільстві Аб. Юного Джінто відправляють до школи на планеті Делктоу, щоб він вивчив шляхи дворянства Аб. Історія «Герб Зірок» починається з його зустрічі з юною принцесою Аб, Лафіель, яка, як пілот-стажер, отримала призначення супроводжувати його до патрульного корабля «Готлаут», також відомого як «Госрот». Невдовзі вони опиняються непідготовленими учасниками інциденту, який розпалить війну між Імперією Аб та Альянсом Чотирьох Націй Людства — антиабським альянсом демократичних націй Об'єднаного Людства, Федерації Ханії, Республіки Великий Алконт та Народного Суверенного Союзу Планет.

## Персонажі
Імена вказані: Українська мова — Японська мова — Ромаджі — Мова Аб (Барон)

### Головні герої
Рін Шюн Року Ярурууку Вщкюу Хаідару Джінто (Джінто) (яп. リン・スューヌ＝ロク・ハイド伯爵（ドリュー・ハイダル）・ジント, Rin Suyūnu ＝ Roku Haido Hakushaku （Doryū Haidaru） Jinto, Linn ssynec Rocr Ïarlucec Dreuc Haïder Ghintec)
Сейю: Юка Імаі
Через роки після того, як його батько віддав Зоряну систему Гайд імперії Аб, Джинто вирушає до столиці, щоб вступити до військової академії та підготуватися до отримання титулу та успадкування влади свого батька як наступного територіального лорда. Він подружився з Лафіель, не знаючи, що вона є членом королівської родини. Хоча він зовсім не звик до життя в космосі, на поверхні планети на нього можна покластися.
Абріель Неі Дебрюск Бееру Парюун Рафіру (Лафіель) (яп. アブリアル・ネイ＝ドゥブレスク・パリューニュ子爵（ベール・パリュン）・ラフィール, Aburiaru Nei ＝ Duburesuku Paryūnyu Shishaku （Bēru Paryun） Rafīru, Ablïarsec néïc Dubreuscr Bœrh Parhynr Lamhirh)
Сейю: Аяко Кавасумі
Лафіель — пілот-стажист, призначена супроводжувати Джинто з космодрому Делкту до патрульного корабля «Госрот». Хоча вона є членом імператорської родини Абріель, вона подружилася з ним і дозволяє йому називати її на ім'я. Як мешканка космосу, майже нічого не знає про життя на поверхні планети. Самовіддана і вольова, вона з часом починає більше довіряти Джинто. Дуже добре стріляє.

### Другорядні персонажі
Лексшу Веф-Робелл Плакія (яп. レクシュ・ウェフ＝ローベル・プラキア, Rekushu Wefu ＝ Rōberu Purakia, Lexshue Wef-Robell Plakia)
Сейю: Гара Такашіма
Капітан патрульного корабля «Госрот». Вирішує відправити Джінто та Лафіель до Суфугнофф, як тільки підтверджується, що на корабель ось-ось нападуть.
Атосрюа Сюн-Атос Люф Фебдаш Кловал (яп. アトスリュア・スューヌ＝アトス・フェブダーシュ男爵（リューフ・フェブダク）・クロワール, Atosuryua Suyūnu ＝ Atosu Febudāshu Danshaku （Ryūfu Febudaku） Kurowāru, Atosryua Syun-Atos Lyuf Febdash Klowal)
Сейю: Такехіто Коясу
Третій барон Фебдаша, маловідомої зоряної системи, де Джінто та Лафіель зробили зупинку дорогою до Суфугноффа (Сфагнаумх). Він амбітний і водночас соромиться свого походження. Намагався затримати Лафіель та ув'язнити Джінто, що призвело до жахливих наслідків для нього самого.
Атосрюа Сюн-Атос Люф Райка Фебдаш Сргуф (яп. アトスリュア・スューヌ＝アトス・フェブダーシュ前男爵（リューフ・レカ・フェブダク）・スルーフ, Atosuryua Suyūnu ＝ Atosu Febudāshu Zen Danshaku （Ryūfu Reka Febudaku） Surūfu, Atosryua Syun-Atos Lyuf Raika Febdash Srguf)
Сейю: Мугіхіто
Другий барон Фебдаша та батько Кловаля та Лоїки. Через те, що він генетично є «землянином» власний син зневажає його, що призвело до ув'язнення та ізоляції. Потоваришував з Джінто та допоміг Лафіель «покарати» Кловаля.
Сілней (яп. フェグダクペ・セールナイ, Fegudakupe Sērunai)
Сейю: Оотані Ікуе
Васал баронства Фебдаш, яка допомогла Лафіель захопити контроль над особняком барона.
Інспектор Ентрія (яп. エントリュア・レイ, Entoryua Rei)
Сейю: Ішіцука Уншьо
Начальник поліцейського відділку Лун-Біга, міста на планеті Класбул у зоряній системі Суфугнофф. Змушений співпрацювати з силами вторгнення Об'єднаного Людства у пошуках Джінто та Лафіель.
Лейтенант Кайт (яп. カイト, Kaito)
Сейю: Ікемізу Мічіхіро
Офіцер військової поліції Альянсу з Об'єднаного Людства, який очолював пошуки Джінто та Лафіель в Класбулі. Оскільки він також є генетично модифікованим, його зневажає більшість громадян Об'єднаного Людства і йому не дозволяють просуватися по лавах військових. Це призводить до глибокої ненависті до Аб.
Антиімперіалістична група Класбул (яп. 反帝国クラスビュール戦線, Han Teikoku Kurasubyūru Sensen)
Хоча не обов'язково «анти-Аб», це група, яка прагне свободи керувати власним судноплавством, транспортом та торгівлею. Вони допомагають парі втекти з Суфугноффа та вирватися з лап Об'єднаного Людства. За їхню допомогу, а також для виконання юридичної вимоги до орендарів суден бути високопоставленими дворянами Аб, їх підвищують до рангу дами/вершниці Аб (reucec).
Марка (яп. マルカ, Maruka)
Сейю: Хіно Юріка
Лідерка групи Класбул. Жінка з чорним волоссям і бровами, виразними рисами обличчя та засмаглою шкірою.
Похоронець (яп. 葬儀屋, Sōgiya)
Сейю: Такагі Ватару
Справжнє ім'я невідоме. Працює в похоронному бюро міста, тому його називають «похоронцем».
Мін (яп. ミン・クルサップ, Min Kurusappu)
Сейю: Сета Іккей
В оригіналі він має поголену голову (спочатку мав синє волосся, але під час окупації його поголили військові об'єднаних сил) та вуса, пофарбовані в червоний та жовтий кольори. В аніме-версії вуса звичайні. Він є військовим отаку і під час втечі використовував саморобні міни проти Об'єднаних сил з підтримання миру.
Біл (яп. ビル, Biru)
Сейю: Куга Кенжі
Молодий чоловік з коротко підстриженим волоссям, пофарбованим у жовтий колір. Його називають «Біл-швидкісний», а основною професією є водій.
Дасувані (яп. ダスワニ, Dasuwani)
Сейю: Шітанда Майкеру
Чорношкірий, міцної статури великий чоловік, дуже мовчазний. Вміє надавати першу медичну допомогу при пораненнях та добре володіє клавіатурою.

## Розробка
Серіал відомий створенням Моріокою цілої мови, Барон, та супутнього алфавіту, Ат, який використовують Аб. Майже весь письмовий текст в аніме написаний мовою Барон, зрідка трапляються тексти іншими вигаданими мовами; принаймні одна планета показала, що прийняла Ат для письма власною мовою.

## Медіа

### Книги
Попри те що цей твір зазвичай називають трилогією, насправді це тритомний роман. Три томи були спочатку випущені видавництвом Hayakawa Publishing з квітня по червень 1996 року.
Томи роману були перекладені та видані англійською мовою у м'якій обкладинці видавництвом Tokyopop у 2006 та 2007 роках.
20 квітня 2019 року J-Novel Club оголосив, що вони ліцензували як «Crest of the Stars», так і «Banner of the Stars» для цифрового та фізичного релізу. Версія «Crest of the Stars» для J-Novel Club містить новий переклад. Цифровий реліз відповідав моделі J-Novel Club, яка передбачає випуск розділів «до публікації» на їхньому вебсайті для преміум-членів перед цифровим роздрібним релізом на їхньому сайті та інших платформах, таких як Amazon. Фізичний реліз обох серій має формат омнібуса у твердій палітурці, з трьома томами на випуск, «Crest of the Stars» вийшов 3 березня 2020 року.
| 1 | Crest of the Stars I "Princess of the Empire" / "The Imperial Princess" Seikai no Monshō I "Teikoku no Ōjo" (星界の紋章I 帝国の王女)                   | 15 квітня, 1996 | ISBN 4-15-030547-1 |
| У далекому майбутньому людство подолало зірки та заселило далекі світи. Але незалежно від того, наскільки просунутою стане технологія майбутнього, здається, що космічні нації не можуть повністю позбутися своєї людської природи. Джинто Лін дізнається про це на власному гіркому досвіді, коли в дитинстві його рідний світ завойовує могутня Імперія Аб: "Родичі Зірок" і правителі величезних просторів відомого Всесвіту. Як новопризначений член імперської аристократії Аб, Джинто тепер несе тягар, якого він ніколи не просив, опинившись між своїм спадком «Поверхневика», мешканця поверхні, та культурою Аб, до якої він тепер номінально належить. Він зустрічається із хороброю, але самотньою стажисткою-пілотом Лафіель на борту патрульного корабля «Госрот». | |                 |                    |
| 2 | Crest of the Stars II "A Modest War" / "A War Most Modest" Seikai no Monshō II "Sasayaka na Tatakai" (星界の紋章II ささやかな戦い)                     | 15 травня, 1996 | ISBN 4-15-030552-8 |
| Війна між космічною цивілізацією Імперії Аб і об'єднаними силами «Поверхневиків», що мешкають на поверхні, розпочалася повною мірою — і вона обіцяє вирішити долю всього людства у всьому космосі. Опинившись у вирі війни, якої вони ніколи не хотіли, Джинто і принцеса Лафіель шукають спосіб допомогти Імперії у військових діях, але їм заважають не надто приємний представник Аб, так і об'єднані сили людства, а вони самі опиняються в скрутному становищі, позбавлені запасів. | |                 |                    |
| 3 | Crest of the Stars III "Return to a Strange World" / "The Return to Strange Skies" Seikai no Monshō III "Ikyō e no Kikan" (星界の紋章III 異郷への帰還) | 15 червня, 1996 | ISBN 4-15-030555-2 |
| Імперія Аб і фанатичне Об'єднане Людство зіштовхуються через долю планети Класбул. Водночас Джинто та Лафіель знаходять спосіб втекти від переслідувачів та потрапити на орбіту, щоб бути врятованими силами Аб | |                 |                    |

### Аніме
«Crest of the Stars» був випущений у Японії в 1999 році та в Сполучених Штатах компанією Bandai у 2001 році. Наприкінці 2002 року TechTV оголосило, що «Crest of the Stars» стане одним із перших серіалів у рамках їхньої нової програми «Anime Unleashed», і його трансляція почалася наприкінці 2002 року та протягом 2003 року. Після закриття Bandai Entertainment у 2012 році, Sunrise оголосила на Otakon 2013, що Funimation ліцензувала «Crest of the Stars», «Banner of the Stars I та II» та «Passage of the Stars». 25 грудня 2019 року «Crest of The Stars» та його продовження «Banner of the Stars» були випущені на Blu-ray в Японії.
| № | Назва                                                                         | Дата показу     |
| --- | ----------------------------------------------------------------------------- | --------------- |
| 1 | Вторгнення "Shinryaku" «侵略»                                                 | 2 січня 1999    |
| Людська імперія Аб, що постійно розширюється, очолювана Дусаньо, вторглася в зоряну систему Гайд. Стало зрозуміло, що пряме управління поверхневим світом не входить в їхні плани. Тож в обмін на надання своїм громадянам права вільно подорожувати до інших зоряних систем, а також обирати територіального лорда з-поміж себе, Рок Лінн, який на той час був президентом, відмовляється від суверенітету. Але він не порадився зі своїми найближчими підлеглими, навіть зі своїм другом і виконавчим секретарем Тілом Клінтом, який також був заступником батька для його сина. І хоча він заробив для своєї родини абське дворянство, він залишив усіх інших з почуттям зради. Через кілька років, провівши кілька років на планеті Делктоу, де він навчився читати та писати мовою Аб, Джинто приймає свій статус аристократа і вирушає до столиці, щоб вступити до військової школи. |                                                                               |                 |
| 2 | Рід Зірок Hoshi Tachino Kenzoku «星たちの眷族»                                | 9 січня 1999    |
| Дорін Ку — єдиний друг з Делкту, який прийшов проводжати Джинто в космопорт, тоді як інші друзі вирішили просто надіслати йому прощальний подарунок. Незабаром прибуває супровід Джинто — серйозна молода Аб, яка раптом розчулилася, коли він запитав її ім'я. Вона з радістю каже йому називати її Лафіель і з гордістю вважає себе «родичкою зірок». Запитуючи, Джинто користується нагодою, щоб заповнити прогалини у своїх знаннях про «Ландер». |                                                                               |                 |
| 3 | Дочка любові Ai no Musume «愛の娘»                                            | 16 січня 1999   |
| Джинто і Лафіель прибувають на патрульний корабель «Госрот», найсучасніший корабель імперії, якому доручено доставити його до столиці під командуванням капітана Лекшу. Ще не звикнувши до свого нового соціального статусу, він намагається поводитися так, як того очікують від аристократа. На превеликий сором Джинто незабаром дізнається, що пілот-стажист, який супроводжував його, насправді є онукою імператриці. Потім відбувається незручна розмова з Лафіель, але в результаті вони дізнаються більше один про одну. Лафіель навіть ділиться з ним секретом свого народження. |                                                                               |                 |
| 4 | Неочікуваний напад Kishū «奇襲»                                               | 23 січня 1999   |
| На п'ятий день подорожі, поки Джинто займається модулями постачання, на моніторі корабля з'являються невідомі просторові кластери. Незабаром з'ясовується, що вони походять з сусідньої системи Васкоттон, відомої території Об'єднаного людства з Альянсу чотирьох націй проти Імперії Абх. Останнім часом Альянс розпалює антиабські настрої в і без того нестабільній системі Гайд-Стар. Оскільки битва неминуча, капітан Лекшу вирішує вивести з корабля всіх, хто не бере участі в бойових діях. Лафіель отримує суворе зауваження від капітана після того, як наполягає на тому, щоб залишитися. Капітан дає Джинто пару пістолетів, перш ніж відправити їх для попередження бази зв'язку в Суфугноффі. |                                                                               |                 |
| 5 | Битва Госрота Gousurosu no Tatakai «ゴースロスの戦い»                         | 30 січня 1999   |
| Госрот отримує виклик на бій від кораблів що наближаються. Хоча шанси на перемогу були вкрай низькими, і незважаючи на низьку вогневу потужність, Госрот вступає в бій з ворогом в цілях самооборони. І це розпалює війну, яка триватиме багато років і коштуватиме тисячі життів і ресурсів. Тим часом, Джинто робить все можливе, щоб втішити Лафіель і відволікти її від думок. Все ще дуже стурбована долею Госрота, Лафіель ділиться з Джинто роллю капітана в таємниці свого народження. |                                                                               |                 |
| 6 | Таємнича змова Fukakai na Inbou «不可解な陰謀»                                | 6 лютого 1999   |
| Щоб заправитися паливом перед тим, як продовжити шлях до Суфугноффа Джинто і Лафіель досягають території барона Фебдаша. Явна різниця в тому, як до неї ставляться, і погано приховане презирство до Джинто викликають гнів принцеси Аб. Те, як васали, всі з яких були жінками, поводилися як прості рабині, також не допомагало їй вгамувати гнів. Через приховані погрози та прямі зізнання стає очевидним, що Кловал, третій барон Фебдаш, має намір затримати її, щоб імперія зберегла його володіння на випадок, якщо ворог дізнається про їхнє існування. Оскільки територія та його дворянство є досить новими та незначними порівняно з тисячами систем в імперії, це є причиною сорому та розчарування для молодого та амбітного нового барона. |                                                                               |                 |
| 7 | Вдале повстання Shiawase na Hangyaku «幸せな反逆»                             | 13 лютого 1999  |
| Джинто приходить до тями у великій кімнаті, де знаходиться літній чоловік, який представляється як Сргуф. Літній чоловік виявляється другим бароном і батьком Кловала, якого син сховав, соромлячись свого походження з Поверхні. Поки молодий барон був зайнятий інтригами щодо того, як використати принцесу, щоб отримати власну мікро-націю, Лафіель з'ясовує, де утримують Джинто, і захоплює контрольну кімнату за допомогою Селнай, васала, призначеного їй. Тим часом старший барон висловлює своє здивування тим, що Джинто на «ти» з принцесою Аб. |                                                                               |                 |
| 8 | Стиль Аб Aavu no Ryūgi «アーヴの流儀»                                         | 20 лютого 1999  |
| Лафіель вирушає, щоб заправити шаттл, але барон підриває заправні станції. Залишившись без пального, Лафіель зосереджується на тому, щоб визволити Джинто і старшого барона з ув'язнення за допомогою сміливої операції з порятунку. За допомогою старшого барона вони заправляються паливом на одній із фабрик, а потім беруться до боротьби та карають божевільного барона за перешкоджання її місії в Суфугноффі. Хоча барон також розпочав власний напад, він не може зрівнятися з Лафіель, яка завдає йому вирішального удару. Старший барон повертається до своїх попередніх обов'язків і прощається з Джинто і Лафіель. |                                                                               |                 |
| 9 | На поле бою Senjou He «戦場へ»                                                | 27 лютого 1999  |
| Прорвавши блокаду ворожих кораблів, Джинто і Лафіель прибувають до Суфугноффа і повідомляють комунікаційну базу про напад на Госрот. Оскільки сили Об'єднаного Людства підірвали орбітальні вежі, принцеса погоджується приземлитися на планеті Класбул після короткої дискусії про те, який план є реалістичним за цих обставин. Принцеса вперше ступила на поверхню планети, тож тепер Джинто має вести її, прямуючи через поля зернових посеред нічого. В іншому місці, в столиці Аб, прибувають посли з Альянсу чотирьох націй, щоб подати скаргу на атаку на їхні кораблі під час космічної розвідки.Розпізнавши їхнійобман і вірячи в поведінку офіцерів Аб, імператриця Рамадж приймає оголошення війни. |                                                                               |                 |
| 10 | Втеча: Тільки ми вдвох Futari Dakeno Toubou «二人だけの逃亡»                  | 6 березня 1999  |
| Неподалік від Суфугноффа, в зоряній системі Юнью, адмірал Тріфе з флоту Аб і його командири оцінюють сили ворога, використовуючи наявні дані, але результати є надто непереконливим, щоб завжди обережний адмірал міг прийняти рішення. Тим часом у Суфугноффі Джинто переконує Лафіель, що їм потрібно увійти до міста Луне Біга, щоб поповнити запаси та забезпечити собі кращі умови проживання. Але спочатку Джинто має знайти для них хороше маскування, щоб увійти до міста, яке окуповане Об'єднаним людством. Він також має впоратися з само-пожертвенною поведінкою Лафіель. В іншому місці, в штабі поліції, інспектор Ентрія незадоволений втручанням окупаційної армії в справи місцевої поліції. Його напарником стає лейтенант Кайт, військовий поліцейський Альянсу з Об'єднаного людства, який розшукує кількох осіб. Так починається полювання на Джинто і Лафіель. |                                                                               |                 |
| 11 | Битва при брамі Суфагнофф Sufagunoufu Mon Oki Kaisen «スファグノーフ門沖海戦» | 13 березня 1999 |
| Не зважаючи на демонстрацію сили флотом Аб, Сили Об'єднаного Людства не відступають з простору Суфугнофф. На поверхні світу полювання на Джинто і Лафіель ускладнюється присутністю окупаційної армії, яка переслідує тих, хто вижив після нападу і знищення корабля. Тим часом чоловіки в поліцейській формі входять до квартири Джинто і Лафіель, але в результаті швидкого повороту подій були обеззброєні Лафіель. Під прицілом вони представляються групою борців за свободу, які прагнуть отримати права на торгівлю і дослідження в космосі. Лафіель погоджується бути заручницею, але на своїх умовах. У космосі флот Аб починає атаку, щоб відвоювати простір Суфугноффа. |                                                                               |                 |
| 12 | Леді хаосу Waku Ran no Shukujo «惑乱の淑女»                                   | 20 березня 1999 |
| Напад на сили Об'єднаного Людства триває під керівництвом контрадмірала Споор, яка поперемінно переходить від наступу до протистояння зі своїм начальником штабу. На поверхні світу офіцери інспектора Ентрія знаходять готель, де зупинилися Джинто і Лафіель, але він уже порожній. У горах, на шляху до схованки, Марка — лідер антиімперіалістичної групи — пояснює Джинто і Лафіель, що їм потрібен космічний корабель, щоб вони могли бути вільними. Лафіель пояснює чинні правила щодо міжзоряних кораблів, які не відповідають їхнім планам. Мобільні підрозділи армії Об'єднаного людства знаходять їх перш ніж вони досягають вілли Міна. Працюючи разом в умовах інтенсивних боїв, вони втікають під землю ірозділяються, щоб уникнути полону. У космосі, флот Аб перемагає і розбиває ворога, відвойовуючи простір Суффугноффа. |                                                                               |                 |
| 13 | Проблеми, що здіймаються вгору Ten Kakeru Meiwaku «天翔ける迷惑»              | 27 березня 1999 |
| Джинто і Лафіель прибувають до парку розваг Гузуню, який в цей час евакуюють. Їх втечі перешкоджають роботи-маскоти, але це також заважає переслідувачам легко їх наздогнати. З двома ворожими сторонами з усіх боків, Джинто і Лафіель роблять все можливе, щоб вижити. З Лафіель, яка вже більше вірить у Джинто, вони прямують до виходу, але там на них чекає місцева поліція. Майже фанатична ненависть лейтенанта Кайта до Аб змушує їх відмовитися від рішення здатися. Їх рятує група Марки, яка розпізнала справжню ідентичність Лафіель завдяки її вухам Абріель. Отримавши обіцянку Лафіель замовити слівце за групу перед імператрицею, «Гробар» відправляє їх назад у космос через похоронне бюро. Вперше Джинто обіцяє Лафіель, що залишиться поруч з нею, доки його знову не відправлять у космос у труні. Їхню рятують люди контр-адмірала Споор, і вони нарешті добираються до столиці, де на них чекає звістка про загибель Госрота. Поки Лафіель дізнається більше про життя своєї матері, Джинто отримує звістку про страту свого батька після того, як система Гайд-Стар приєдналася до коаліції проти Імперії Аб. Не маючи більше ні сім'ї, ні дому, Джинто підтверджує своє рішення залишатися поруч з Лафіель до кінця свого життя. |                                                                               |                 |

### Музика
Вступна тема для «Гербу» була записана в Лондоні. Кацухіса Хатторі, який відповідав за вступну тему, каже, що хоча «Герб» — це історія про майбутнє, а не про реальний світ, люди не змінюються істотно навіть через десятки тисяч років, і проблеми, з якими стикаються Японія та люди в реальному світі, та конфлікти між різними класами в «Гербі», є однаковими. Тому він вирішив створити музику, яка б передавала відчуття, що «там живуть люди», і каже, що це є темою цієї композиції.

#### Музикальні теми
- Вступна тема «Seikai no Monshō» (інструментальна)
  - Композиція та аранжування — Кацухіса Хатторі
  - Використана як завершальна тема в останній серії (13 серія).
- Завершальна тема «Ushinawareta Aozora» (1 серія — 12 серія)
  - Текст — Кондо Кінг / Композиція — Кондо Кінг / Аранжування — Timeslip Rendezvous, Сасаджіма Санорі / Виконання — Timeslip Rendezvous

### Радіодрама
Радіодрамау FM Osaka з 23 листопада 1998 року транслювала 9 серій програми «MUSIC CUBE» в рамках своєї програми, а також здійснювала інтернет-трансляцію. Це було перед випуском аніме-версії, а акторів було обрано на прослуховуванні. Ролі Джинто (Юка Імаі) та Лафіель (Аяко Кавасумі) були перенесені в аніме-версію. У 2005 році було показано «Нову редакцію-ремейк». Компанія VAP випустила компакт-диски з аніме-версією 1999 року і продає всі 3 томи.

#### CD
- Seikai no Monshō Dai I Shō 〜 Teikoku no Ōjo 〜 (яп. 星界の紋章 第I章〜帝国の王女〜), VAP, VPCG-84669、21 січня, 1999 р.
- Seikai no Monshō Dai II Shō 〜 Sasayakana Tatakai 〜 (яп. 星界の紋章 第II章〜ささやかな戦い〜), VAP, VPCG-84671、25 березня, 1999 р.
- Seikai no Monshō Dai III Shō 〜 Ikyō e no Kikan 〜 (яп. 星界の紋章 第III章〜異郷への帰還〜), VAP, VPCG-84672、21 квітня, 1999 р.

### Манґа
27 березня 2000 року видавництво Dengeki Comics випустило однотомну манґу-адаптацію роману, після того, як у 1999 році опублікувала її в журналі Monthly Comic Dengeki Daioh. Манґу проілюстрував Тошіхіро Оно, а сценарій написала Ая Йошінага, яка також написала аніме-адаптацію. Хіроюкі Моріока також вказаний на обкладинці як оригінальний творець. Як і аніме-серіал, вона охоплює всі три томи. Була ліцензована Tokyopop та випущена 8 червня 2004 року під назвою «Seikai Trilogy, Vol. 1: Crest of the Stars», та стала першою частиною «Seikai Trilogy» (Трилогія Сейкай), оскільки також були випущені дві інші супутні манґи, адаптації Banner of the Stars I та II.
Перший розділ нової веб-манги-адаптації «Crest of the Stars» створеної Коічіро Йонемурою був опублікований Flex Comix у п'ятому томі цифрового журналу Nico Nico FlexComix Next, випущеному 8 травня 2012 року та на сайті FlexComix Next 22 травня; мангу було перенесено до Comic Meteor 5 вересня. Останній розділ був випущений онлайн 28 квітня 2021 року. Перший друкований том манги надійшов у продаж 11 травня 2013 року, а восьмий і останній — 12 квітня 2021 року. Обидва були випущені в цифровому форматі трьома днями раніше.

### Відеогра
Приблизно через рік після завершення виходу аніме в ефір, 25 травня 2000 року Bandai Visual випустила адаптацію відеогри для PlayStation. Вона містить історію, натхненну романами «Герб зірок» та «Стяг зірок», включаючи деяких їхніх персонажів. Гра складається з 67 різних космічних битв, історія розділена на два шляхи з трьома можливими кінцівками кожен.

## Відгуки
У 1996 році світ японських науково-фантастичних романів переживав спад. Багато людей вважали цей жанр мертвим до такої міри, що автори уникали його. Поява роману «Герб зірок» стала не лише несподіванкою, а й принесла йому премію «Сейун».

## Нагороди
Премія «Сейун» 1997 р. в категорії «Best Japanese Long Work».

### Відгуки
- Crest of the Stars — Огляд «Герб Зірок» з уривками сцен від AnimeOnDVD
- Crest of the Stars — Огляд «Герб Зірок» від THEM Anime Reviews
- Crest of the Stars — Огляд «Герб Зірок» та «Стяг Зірок I/II» від Animerica